# 廷伯萊克角
78°58′S 161°37′E / 78.967°S 161.617°E
廷伯萊克角（英語：Cape Timberlake），是南極洲的海岬，位於維多利亞地的希拉里海岸，處於斯凱爾頓冰川終點西面，以美國海軍的上尉指揮官命名，現時由南極條約體系管理。